# ベリャヴスカヤ (小惑星)
ベリャヴスカヤ(1074 Beljawskya)は、小惑星帯に位置する小惑星の1つである。シメイス天文台でセルゲイ・ベリャフスキーによって発見された。名前は発見者にちなむ。